# 原谷站
原谷站（日语：／ Haranoya eki */?）是位於靜岡縣掛川市本鄉1416番2號，天龍濱名湖鐵道的天龍濱名湖線車站。
在2004年（平成16年）夏天，電視劇《WATER BOYS2》中，此站被名為姬乃站。

## 歷史
- 1935年4月17日：國鐵二俁線遠江森站至掛川站之間開通，此站啟用，為一般車站[1]。
- 1962年（昭和37年）8月21日：結束貨物起卸業務，成為旅客車站。
- 1987年（昭和62年）3月15日：二俁線由天龍濱名湖鐵道接管，成為天龍濱名湖鐵道車站。
- 2009年（平成21年）11月1日：成為無人車站。
- 2011年（平成23年）1月26日：車站大樓被登錄成為登錄有形文化財[2]。

## 車站構造
車站是一座地面車站，設有2面2線的相對式月台。
此站是無人車站。此站設有木造車站大樓。大樓被登錄成為國家登錄有形文化財。

### 月台
| 月台         | 路線          | 上下行 | 方向                               |
| ------------ | ------------- | ------ | ---------------------------------- |
| 車站大樓一方 | ■天龍濱名湖線 | 上行   | 掛川方向                           |
| 車站大樓對面 | ■天龍濱名湖線 | 下行   | 遠州森、天龍二俁、金指、新所原方向 |

## 使用狀況
以下為近年1日平均乘車人次
| 乘車人次變化 | 乘車人次變化      |
| 年度         | 一日平均 乘車人次 |
| ------------ | ----------------- |
| 2008         | 127               |
| 2009         | 119               |
| 2010         | 117               |
| 2011         | 130               |
| 2012         | 106               |
| 2013         | 147               |
| 2014         | 121               |
| 2015         | 128               |
| 2016         | 116               |
| 2017         | 101               |
| 2018         | 101               |

## 車站周邊
- JA掛川市（日语：掛川市農業協同組合）原谷
- NTT西日本（日语：西日本電信電話）原谷總機
- 原谷郵局
- 原谷警官駐在所
- 永川商店（肉店）
- 原田園藝店
- 洋菓子仁寶、原田園
- 掛川西之市（農產品直銷處）
- 長福寺
- 掛川市立原谷小學
- 原谷親水公園
- 加茂莊、加茂花菖蒲園（日语：加茂花菖蒲園） （原田站比較接近。在菖蒲盛開季節設有免費接送巴士，但是需要事前使用電話預約）

## 相鄰車站
天龍濱名湖鐵道
天龍濱名湖線
細谷－原谷－原田

## 注腳
1. ↑  日本《官報》第2478號「鐵道省告示第152號」，大藏省印刷局：1935年4月10日，第326頁。
2. 1 2  【文化財を登録有形文化財に登録する件 】(平成23年文部科學省告示第2號) 《官報》 平成23年（2011年）1月26日付 號外、第16號 pp. 46-51
3. ↑  掛川市統計書

## 外部連結
- 原谷站 （页面存档备份，存于）（日語） - 天龍濱名湖鐵道株式會社